# Tałty (wieś)
Tałty (niem. Talten) – wieś w Polsce, położona w województwie warmińsko-mazurskim, w powiecie mrągowskim, w gminie Mikołajki. W latach 1975–1998 miejscowość administracyjnie należała do województwa suwalskiego.
Wieś letniskowa, położona nad wschodnim brzegiem jeziora Tałty, około 5 km od Mikołajek. We wsi znajdują się ośrodki wypoczynkowe, hotele i gospodarstwa agroturystyczne.

## Historia
Wieś powstała w 1512 r., kiedy to komtur ryński, Rudolf von Tippelskirch, nadał Bartłomiejowi Monikowi 66 włók celem założenia wsi czynszowej na prawie chełmińskim. Sołtys otrzymał 6 włók, a osadnicy 14 lat wolnizny. W 1650 r. Tałty miały dwóch sołtysów (Fryderyk Dzięgiel, Jan Zbrzeźny). Szkoła powstała przed 1740 r. W 1785 r. we wsi było 51 domów, a w 1815 w 70 domach mieszkało 357 osób. W 1818 r. do tutejszej szkoły chodziło 55 dzieci, a nauczał po polsku nauczyciel Gronwaldt. W 1838 r. we wsi były 73 domy i 451 mieszkańców.
W 1935 r. do tutejszej, dwuklasowej szkoły, zatrudniającej dwóch nauczycieli, uczęszczało 99 dzieci. W tym czasie Tałty należały do parafii w Mikołajkach. W 1939 r. we wsi mieszkało 527 osób.
W 1973 r. do sołectwa Tałty należały: Dybowo (PGR), Tałty wieś i PGR, Stawek (PGR).